# Vanmanenia monofasciodorsala
Vanmanenia monofasciodorsala är en fiskart som beskrevs av Nguyen 2005. Vanmanenia monofasciodorsala ingår i släktet Vanmanenia och familjen grönlingsfiskar. Inga underarter finns listade i Catalogue of Life.